# Melitta Schmideberg

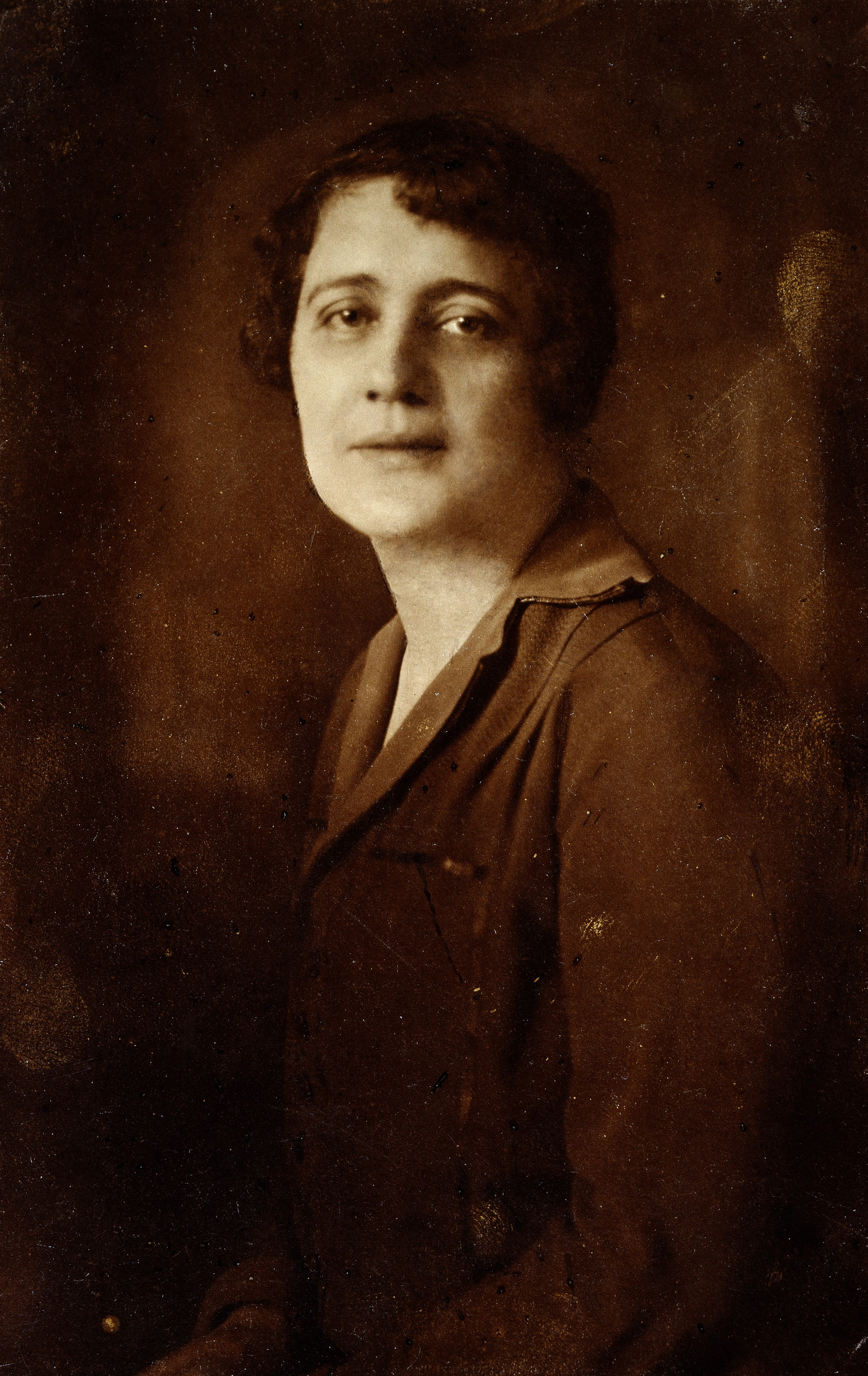
Melitta Schmideberg (1925).

Melitta Schmideberg (geboren als Melitta Klein, 19. Januar 1904 in Ružomberok, Österreich-Ungarn; gestorben 10. Februar 1983 in London) war eine österreichisch-britische Psychoanalytikerin und Tochter von Melanie Klein.

## Leben
Melitta Klein war das erste von drei Kindern des österreichischen Ingenieurs Arthur Stevan Klein und der Psychoanalytikerin Melanie Klein. Sie wurde am Wohnort ihrer Großmutter Libussa Reizes in der Slowakei, im ungarischen Reichsteil Österreich-Ungarns, geboren und wuchs in Budapest auf. Ihre Mutter zog nach der Trennung des Ehepaares 1917 wieder nach Ružomberok, wo Melitta 1921 das Gymnasium abschloss.  Ihre Mutter zog nach Berlin und bildete sich zur Psychoanalytikerin fort und hatte großen Einfluss auf die Berliner Psychoanalytiker und ab 1924 auf die Psychoanalytiker in Großbritannien. Melitta Klein zog ebenfalls nach Berlin, um an der Friedrich-Wilhelms-Universität Medizin zu studieren und sich am Berliner Psychoanalytischen Institut auszubilden. Sie traf dort den austroamerikanischen Psychoanalytiker Walter Schmideberg (1890–1954, auch Schmiedeberg), dessen Familie mit Sigmund Freud befreundet war. Sie heirateten 1924. Im Jahr 1927 schloss sie das Medizinstudium an der Friedrich-Wilhelms-Universität zu Berlin ab und wurde 1929 promoviert. Sie begann eine Lehranalyse bei Karen Horney und wurde 1931 außerordentliches Mitglied der Deutschen Psychoanalytischen Vereinigung (DPV).

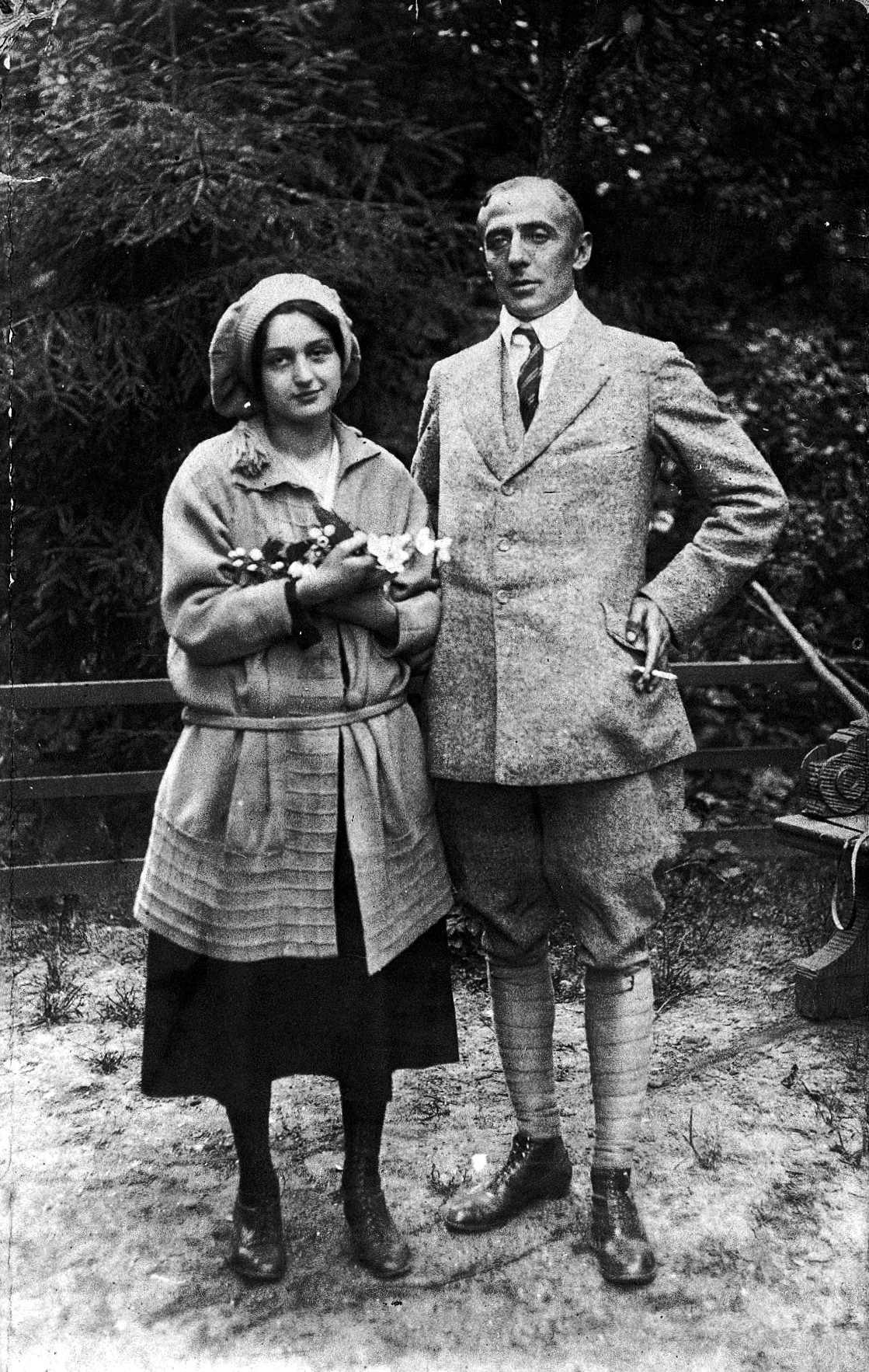
Melitta Schmideberg, geborene Klein und ihr Ehemann Walter Schmideberg (1923).

1932 zog sie nach London und wurde britische Staatsbürgerin. Sie setzte ihre Lehranalyse zunächst bei Ella Freeman Sharpe fort. In einem Brief, wahrscheinlich Ende des Sommers 1934, formulierte die Tochter gegenüber ihrer Mutter, Melanie Klein das Bedürfnis sich aus dem Zustand einer neurotischen Abhängigkeit von ihr zu lösen. Ausdruck war hierzu auch, dass sie eine Lehranalyse bei Edward Glover, einem Kontrahenten von Melanie Klein, begann. Sie setzte ihre Lehranalyse bei Edward Glover fort und wurde alsbald Lehranalytikerin der British Psychoanalytical Society. In ihren Arbeiten zur Kinderanalyse wandte sie sich öffentlich von den Theorien ihrer Mutter ab, denen sie die empirische Grundlage absprach.
Ab 1945 lebte sie in New York City, engagierte sich in der Sozialarbeit für Gefängnisinsassen und gründete die Association for the Psychiatric Treatment of Offenders, ihre praktische Tätigkeit als Psychoanalytiker gab sie auf. Sie war Mitgründerin der Zeitschrift International Journal of Offender Therapy and Comparative Criminology. 1959 wurde sie auch US-amerikanische Staatsbürgerin. Schmideberg lebte ab 1960, nach dem Tod ihrer Mutter Melanie Klein, wieder in London und arbeitete auch dort in der Behandlung und Resozialisierung von Strafgefangenen.

## Darstellungen in den Medien
Friederike Kammer spielte 1995 an der Seite von Erika Pluhar die Melitta Schmiedeberg in dem Spielfilm Mrs. Klein, die Vorlage war ein Theaterstück von Nicholas Wright.

## Schriften (Auswahl)
- Geschichte der homöopathischen Bewegung in Ungarn. Schwabe, Leipzig 1929, (Dissertation).
- Zur Dynamik der durch die Strafe ausgelösten psychischen Vorgänge. In: Zeitschrift für psychoanalytische Pädagogik. Band 5, Heft 8/9, 1931, ZDB-ID 200051-9, S. 308–318.
- Children in Need (= Psychological and Social Series. Nr. 7, ZDB-ID 2281530-2). Einleitung Edward Glover. Allen and Unwin, London 1948.
- Short Analytic Therapy. In: The Nervous Child. Band 8, Nr. 3, 1950, ISSN 0099-4286, S. 281–290.
- Psychiatric-Social Factors in Young Unmarried Mothers. In: Social Casework. Band 32, Nr. 1, 1951, S. 3–7, doi:10.1177/104438945103200101.
- Principles of Directive Analytic Therapy for Borderline Patients. 1955, (Verteilt, ohne Präsentation, auf dem „Winter Meeting“ 1955 der „American Psychoanalytic Association“).
- Multiple Origins and Functions of Guilt. In: Psychiatric Quarterly. Band 30, Nr. 1/4, 1956, S. 471–477, doi:10.1007/BF01564362.
- Values and Goals in Psychotherapy. In: Psychiatric Quarterly. Band 32, Nr. 2, 1958, S. 233–265, doi:10.1007/BF01561631.
- Psychiatric Study and Psychotherapy of Criminals. In: Progress in Psychotherapy. Band 5, 1960, ISSN 0555-4241, S. 156–160.
- The Offender’s Attitude to Punishment. In: The Journal of Criminal Law, Criminology, and Police Science. Band 51, Nr. 3, 1960, S. 328–334, JSTOR:1140486.
- Making the Patient Aware. In: Crime and Delinquency. Band 6, Nr. 3, 1960, S. 255–261, doi:10.1177/001112876000600302.
- Principles of Psychotherapy. In: Comprehensive Psychiatry. Band 1, Nr. 3, 1960, S. 186–193, doi:10.1016/S0010-440X(60)80030-2.
- The Promise of Psychiatry: Hopes and Disillusionment. In: Northwestern University Law Review. Band 57, Nr. 1, 1962, ISSN 0029-3571, S. 19–28.
- The Therapeutic Task in Criminal Psychiatry. In: Journal of Offender Therapy. Band 6, Nr. 3, 1962, ISSN 0749-8918, S. 51–52.
- The Effects of Psychotherapy. Discussion. In: International Journal of Psychiatry. Band 1, Nr. 4, 1965, ZDB-ID 218279-8, S. 646–647.
- Psychotherapy of Offenders: its rationale and implications for general psychotherapy. In: Probation Journal. Band 11, Nr. 1, 1965, S. 4–9, doi:10.1177/026455056501100102.
- Offender Therapy: New Vistas. In: International Journal of Offender Therapy and Comparative Criminology. Band 11, Nr. 2, 1967, S. 51–56, doi:10.1177/0306624X6701100203.
- Psychotherapy with Failures of Psychoanalysis. In: The British Journal of Psychiatry. Band 116, Nr. 531, 1970, S. 195–200, doi:10.1192/bjp.116.531.195.
- A Contribution to the History of the Psycho-Analytic Movement in Britain. In: The British Journal of Psychiatry. Band 118, Nr. 542, 1971, S. 61–68, doi:10.1192/bjp.118.542.61.
- als Herausgeberin mit Gerhard O. W. Mueller, Irving Barnett: Probation and allied services: criminology in action (= Offender Therapy Series. APTO Monographs. Nr. 4). Band 1. International Journal of Offender Therapy, London 1971.
- My Experience of Psychotherapy. In: Journal of Contemporary Psychotherapy. Band 6, Nr. 2, 1974, S. 121–127, doi:10.1007/BF01664705.